# Roque Sáenz Peña
Roque Sáenz Peña Lahitte (19. března 1851 Buenos Aires – 9. srpna 1914 Buenos Aires) byl argentinský politik, právník, diplomat a voják. V roce 1910 se stal 12. prezidentem Argentinské republiky. Vzhledem k různým státním zřízením Argentiny v minulosti je považován za 17. prezidenta země. Před tím působil jako ministr zahraničí a velvyslanec v různých státech. V roce 1912 prosadil tzv. Zákon Sáenz Peña, kterým se změnil volební systém v zemi tak, že zaručoval všeobecné volební právo pro všechny muže s argentinským občanstvím, což ukončilo dlouholeté volební podvody. Tím se zařadil mezi nejuznávanější argentinské prezidenty historie. Díky vojenské službě v peruánské armádě během války s Chile je také uznáván i v Peru.

## Život

### Mládí a profesionální začátky
Narodil se v Buenos Aires ve významné rodině, která se politicky angažovala již za vlády guvernéra Buenos Aires Juana Manuela de Rosas. Po jeho porážce se však jeho dědeček a otec nemohli delší dobu vůbec politicky angažovat. Jeho otec Luis Sáenz Peña byl také politikem a v letech 1892–1895 působil jako prezident Argentiny. Roque Sáenz Peña vystudoval právo na Univerzitě v Buenos Aires. V roce 1874 působil krátký čas v armádě, přičemž velel dělostřeleckého pluku. Už o dva roky později byl zvolen do parlamentu provincie Buenos Aires. V roce 1877 se stal ve věku 26 let dokonce předsedou tohoto parlamentu, jako vůbec nejmladší v jeho historii. V roce 1879 opustil Argentinu a odešel do Peru, kde se zapojil do druhé tichomořské války na straně Peru. V tamní armádě získal okamžitě hodnost plukovníka a zúčastnil se bitvy u Tarapacá, kde spojené Peruánsko-bolivijské síly porazily Chile. O několik měsíců později byl v bitvě u Arica zraněn a zajat, následně byl uvězněn přímo v Chile. Už v září 1880 byl propuštěn po žádosti argentinské vlády. Velký vliv jeho rodiny dokazuje i rychlé a jednomyslné hlasování argentinského parlamentu, které mu vrátilo argentinské občanství, které ztratil automaticky z důvodu služby v cizím (peruánském) vojsku. Po návratu do vlasti pracoval jako státní úředník, za krátký čas odešel do Evropy. V roce 1884 byl již zpět v Argentině a spolu s přáteli Paulem Groussacem, Carlosem Pellegrini a Exequielem Ramosem Mejíaem založil časopis Sud América. O dva roky později podpořil kandidaturu Miguela Juárez Celmana na prezidenta země. V roce 1887 byl jmenován velvyslancem v Uruguayi, následně od června do srpna 1890 působil v Celmanově vládě jako ministr zahraničí. Po nástupu nového prezidenta Pellegriniho byl jmenován guvernérem Národní banky Argentiny.
Již v roce 1891 se stal jedním z nejvážnějších kandidátů na post prezidenta, přičemž měl velkou podporu tzv. modernistů, čili zastánců modernizace politického systému v zemi. Proti tomu se ale postavil bývalý prezident Julio Argentino Roca, který patřil současně mezi nejvlivnější politiky v zemi. Roca nechtěl připustit vládu modernistů, ale současně chtěl zabránit i návratu bývalého prezidenta Bartoloméa Mitra k moci. Roca se tedy dohodl s Mitrem na kompromisním kandidátovi, kterým byl paradoxně otec Roqueho Sáenze Peñy Luis Sáenz Peña, který působil jako soudce Nejvyššího soudu Argentiny. Luis Sáenz Peña vyhrál, následně syna jmenoval velitelem pluku národní gardy. Roque Sáenz Peña byl také zvolen do senátu provincie Buenos Aires, ale už v roce 1892 odešel z veřejného života. Přesto formálně vedl modernistickou frakci uvnitř Národní autonomistické strany. Na začátku 20. století došlo k rozštěpení Národní autonomistické strany na dvě frakce. O moc ve straně ale i zemi soupeřili především Julio Argentino Roca a Carlos Pellegrini, přičemž převahu získával postupně Pellegrini. To znamenalo vhodnou chvíli na návrat Roqueho Sáenze Peñy do politiky. K úplnému rozkolu vládní strany došlo v roce 1904, kdy se Rocovi podařilo naposled prosadit svého kandidáta na prezidenta a to Manuela Quintanu. Ten byl sice kompromisním kandidátem, ale jeho kandidatura zabránila úspěšné kandidatuře Pellegriniho. Pellegrini našel spojence v levicové opozici v čele se stranou Radikální občanská unie, která se snažila o změnu volebního systému na spravedlivý bez volebních podvodů. Radikální občanská unie však nebyla spokojena s rychlostí změn a tak se pokusila v roce 1905 o revoluci, avšak neúspěšně. V tomto období povýšilo Peru Roqueho Sáenze Peñu do hodnosti brigádního generála z vděčnosti za jeho služby v minulosti. Jeho peruánskou vojenskou hodnost následně povolil i argentinský parlament.

### Opětovný růst vlivu a úřad prezidenta

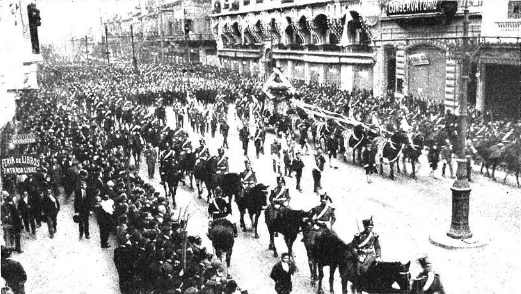
Fotka zachycuje státní pohřeb prezidenta Roqueho Sáenze Peñi v roce 1914

Prezident Quintana však již v březnu 1906 zemřel v důsledku zdravotních problémů způsobených právě neúspěšnou revolucí. V roce 1906 následně zemřeli další významní politici, kteří poslední desetiletí určovali politické dění v zemi, a to Bartolome Mitre, Carlos Pellegrini a Bernardo de Irigoyen. Prezidentem se stal viceprezident José Figueroa Alcorta, který se hlavně snažil zabránit dalším revolucím a začal proto podporovat snahu o změnu volebního systému. Díky tomu začal znovu růst i vliv Roqueho Sáenze Peñi , která se stal přirozeným nástupcem Pellegriniho a nejvážnějším kandidátem na prezidenta v příštích volbách, které se měly konat za čtyři roky. Od roku 1906 vystřídal postupně několik velvyslanectví v Evropě, kde se v roce 1910 oficiálně dozvěděl, že se stal prezidentským kandidátem. Prezidentské volby se konaly v březnu 1910, přičemž i tyto byly navzdory předchozím snahám poznamenané volebními podvody. Vyhrál je však jednoznačně Roque Sáenz Peña a následně se v říjnu ujal funkce. Před tím se ještě setkal s prezidentem Josém Figueras Alcortou a vůdcem opozice Hipólitem Yrigoyenem, se kterými se dohodl na prosazení změn volebního systému, které by zabránily volebním podvodům. Radikální občanská unie se dokonce stala součástí vlády. Za vlády prezidenta Roqueho Sáenze Peñi bylo v roce 1913 v Buenos Aires otevřeno metro, první v Latinské Americe, Jižní polokouli a španělsky mluvícím světě. Vláda začala také podporovat masivní stěhování lidí do vnitrozemí země, protože většina obyvatel stále žila u pobřeží. Největším počinem jeho vlády však byla změna volebního systému, v parlamentu ovšem tyto snahy čelily silné konzervativní opozici, která nechtěla přijít o svá privilegia. Prezidentovi se však 13. února 1912 podařilo změnu prosadit pod názvem Zákon Sáenz Peña (Ley Sáenz Peña). Díky tomuto zákonu začalo konečně platit všeobecné volební právo pro všechny, kromě žen a cizinců. Hned první volby ukázaly, že největší podporu měly spíše levicové strany.
Prezident Roque Sáenz Peña trpěl špatným zdravotním stavem již v době nástupu do funkce, toto se však v roce 1913 výrazně zhoršilo v důsledku přetrvávající syfilidy, kterou se nakazil ještě během vojenské služby v Peru. Jiná verze hovoří o úmrtí v důsledku komplikací s cukrovkou. V roce 1914 mu už zdravotní stav nedovoloval vykonávat funkci a tak odevzdal své kompetence viceprezidentovi Victorinovi de la Plaza. Zemřel 9. srpna 1914 v Buenos Aires, kde je i pohřben.